# Sommerfuglen
Sommerfuglen er en amerikansk stumfilm fra 1915 af Maurice Tourneur.

## Medvirkende
- Holbrook Blinn som Mr. Admaston
- Vivian Martin som Peggy Admaston
- George Relph som Collingwood
- June Elvidge som Lady Attwill
- Johnny Hines